# Sheek Louch
Sheek Louch, de son vrai nom Sean Divine Jacobs, né le 9 novembre 1976 à Brooklyn, New York, est un rappeur américain. Sheek lance initialement sa carrière en 1996 aux côtés de ses amis et rappeurs Jayson « Jadakiss » Phillips, Lil J et Shawn Ski dans le groupe de hip-hop The LOX. Le groupe publie son premier album, Money, Power and Respect, en 1998, et atteint les classements musicaux. Louch décide de sa consacrer à une carrière en solo avec un premier album, Walk Witt Me, publié en 2003.

## Biographie
Sean Jacobs est né le 9 novembre 1976 à Brooklyn, New York, et grandit à Yonkers. Âgé d'à peine 11 ans, il entre dans le monde du hip-hop et monte en 1996 le groupe de hip-hop The LOX avec ses amis Jayson « Jadakiss » Phillips, Lil J et Shawn Ski,. En 1998, le groupe signe sur le label Bad Boy Records de Puff Daddy et publie la même année, le 13 janvier, leur premier album Money, Power and Respect, classé troisième du Billboard 200 et certifié disque de platine. Un deuxième album, We Are the Streets du LOX, suit le 25 janvier sur Ruff Ryders Entertainment/Interscope Records, flottant toujours au sommet des classements.
Homme d'affaires dans l'âme, Sheek décide de créer son propre label. Il achète tout d'abord un studio dans sa ville natale et fonde ensuite D-Block Records en compagnie de ses amis de longue date Jadakiss et Styles P. Tandis que ses deux compères rencontrent un succès fulgurant en multipliant leurs apparitions, en passant de Mary J. Blige à Jennifer Lopez, Sheek, lui, reste dans l'ombre pour consolider les bases de son label mais surtout lui assurer un avenir serin. Fondateur de D-Block Records, Sheek est logiquement le premier à sortir un album. Après plusieurs mois de travail et d'apparitions sur des mixtapes de DJ Clue, Kay Slay ou bien encore Big Mike, Sheek publie son premier album solo, Walk Witt Me, le 9 septembre 2003. Un travail récompensé car cet album est plus que bien accueilli par la critique, et classé neuvième au Billboard 200. Deux ans plus tard, le 8 novembre 2005, il publie un deuxième album intitulé After Taxes classé 23e du Billboard 200. Il suit d'une mixtape intitulée Heavy Rotation: All Star Mixtape, Vol. 3 le 2 mai 2006. Le 5 février 2008, Sheek publie son troisième album, Silverback Gorilla classé 41e au Billboard 200.
À la fin de 2014, Sheek confirme une nouvelle tournée avec The LOX. Sheek annonce un nouvel album, Silverback Gorilla 2 le 18 septembre 2015, dont les singles Hood Nigga, Forest Fire et Hood Gone Love It ont déjà filtrés. L'album est annoncé pour le 4 décembre 2015 au label Tommy Boy Records. Sheek publie une nouvelle mixtape intitulée Gorillaween le 31 octobre 2015.

## Discographie

### Albums studio
- 2003 : Walk Witt Me
- 2005 : After Taxes
- 2008 : Silverback Gorilla
- 2009 : Life on D-Block
- 2010 : Donnie G: Don Gorilla

### Albums collaboratifs
- 1998 : Money, Power and Respect (avec The LOX/D-Block)
- 2000 : We Are the Streets (avec The LOX/D-Block)
- 2013 : No Security (avec The LOX/D-Block)

### Mixtapes
- 2006 : Heavy Rotation: All Star Mixtape, Vol. 3
- 2015 : Gorillaween (mixtape)

### Autres
- 2012 : Wu-Block avec Ghostface Killah